# Сеттеченто
Сеттеченто (італ. settecento, тобто «сімсот», «сімсоті роки») — мистецький термін для позначення мистецтва Італії у XVIII столітті. Охоплює часовий термін приблизно у 100 років (1700—1799).

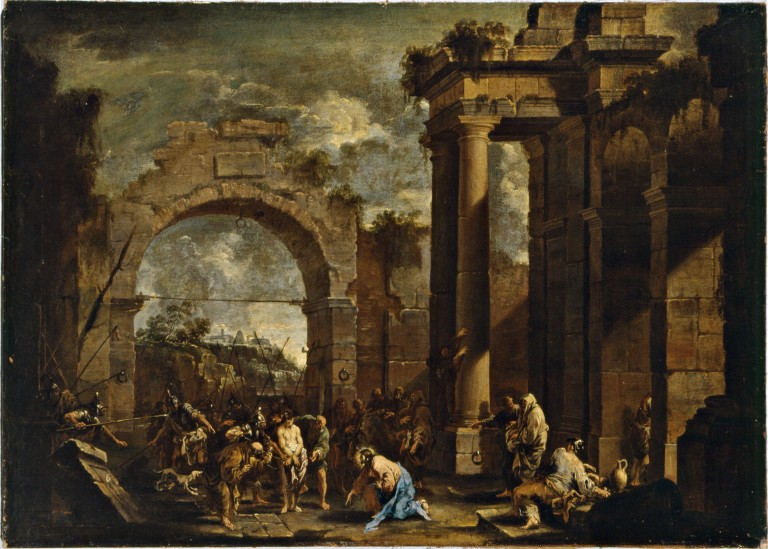
.Алессандро Маньяско. «Христос і грішниця» або «Хто без гріха, нехай кине в неї камінь», до 1715 року
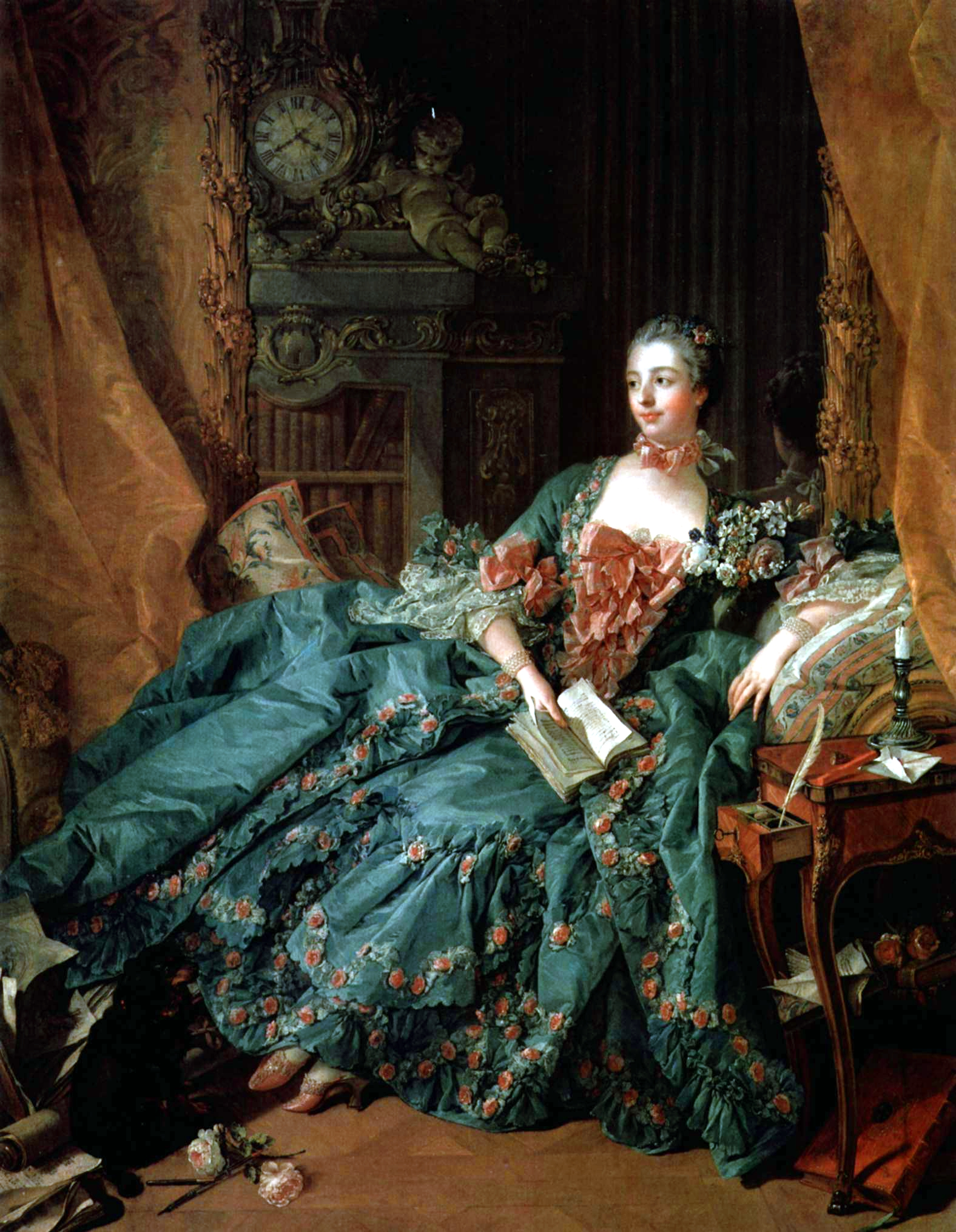
Франсуа Буше. «Мадам де Помпадур », 1756 рік.

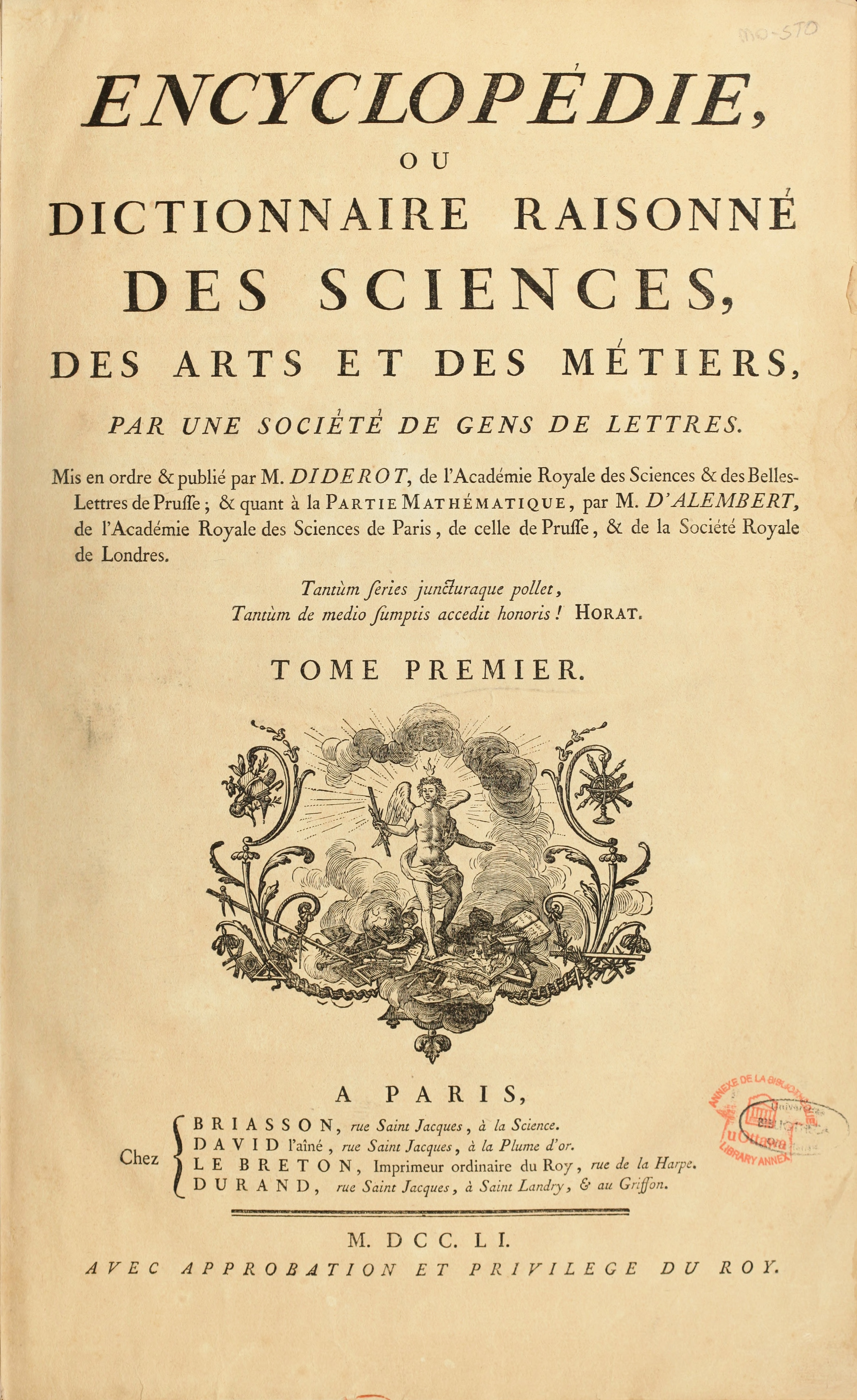
Перша сторінка енциклопедії Дені Дідро.

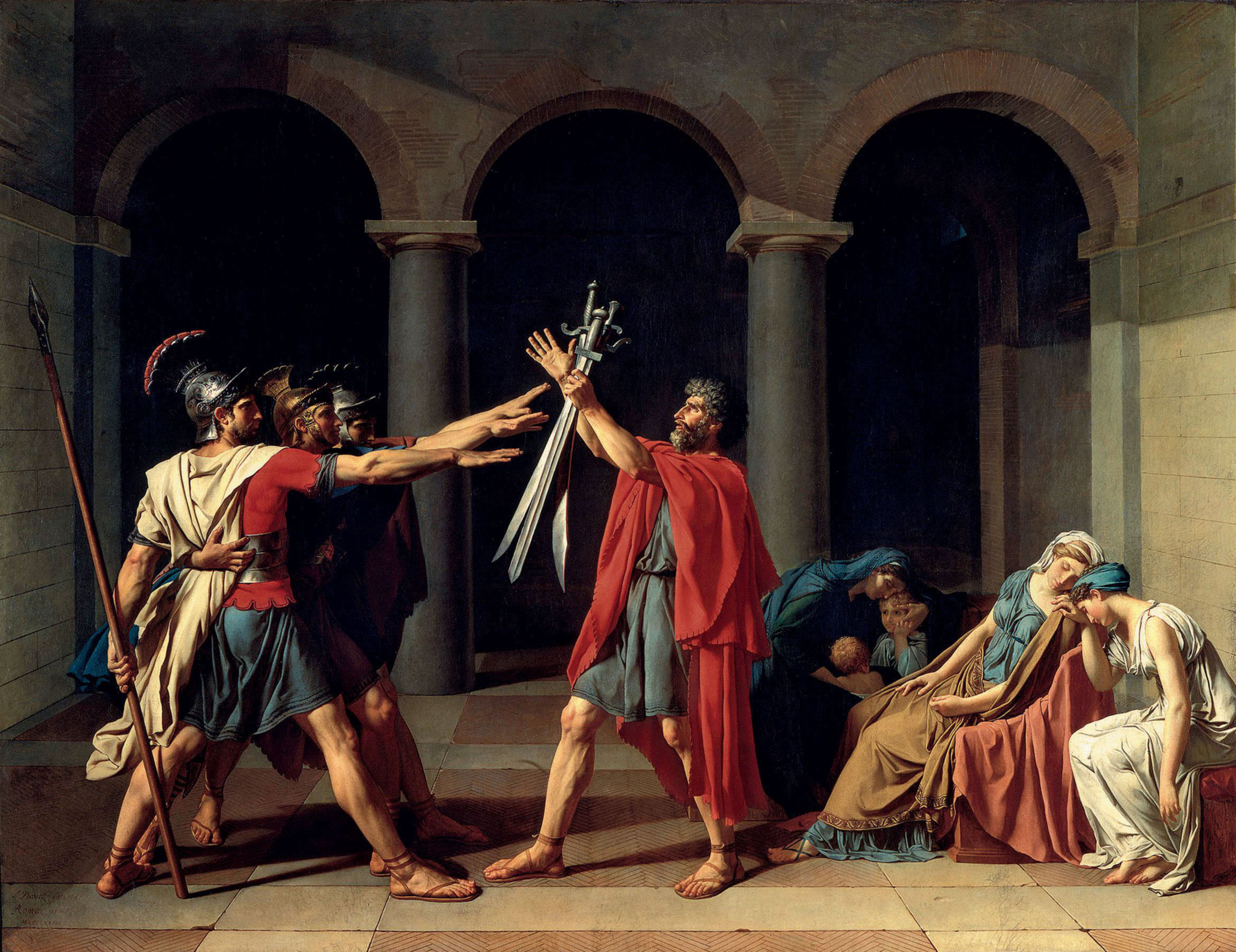
Жак-Луї Давід. «Присяга Гораціїв», 1785 рік.

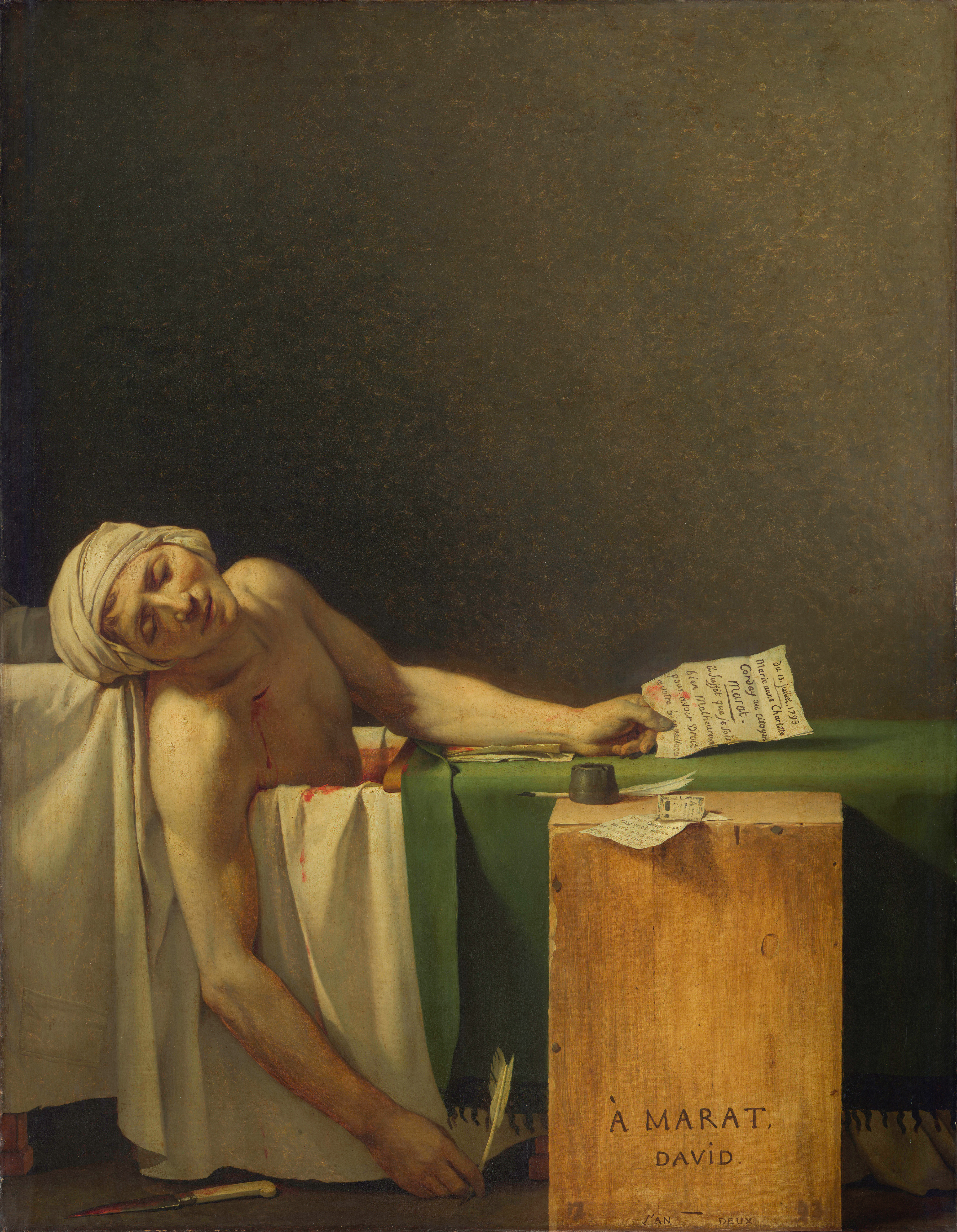
Жак-Луї Давід. «Смерть Марата», 1793 рік

## Важливі політичні події
- Смерть короля Франції Луї XIV.
- Війна за іспанський спадок.
- Французька революція (1789—1793 рр.)
- Наполеонівські авантюри в Єгипті.
- Наполеонівські війни в Західній Європі.
- Військове захоплення Північної Італії, Бельгії, німецьких князівств та поява новітніх військових державних утворень, залежних від Франції.

## Важливі мистецькі події в Італії та за її кордонами
- У Франції народження стилю рококо, в заснуванні котрого беруть участь меценат П'єр Кроза, венеціанська художниця Розальба Кар'єра та французький майстер Антуан Ватто.
- Рококо в дизайні інтер'єрів заснував архітектор і декоратор Жермен Бофран, залишаючись впливовим архітектором доби пізнього бароко.
- Нове повернення до класицизму, котре пройшло в творчості французького художника Жака-Луї Давіда. Картина «Присяга Гораціїв» стала програмним твором для мистецтва Франції.
- Навернення до стилістики класицизму низки теоретиків і архітекторів-практиків у Франції та Італії (Шарль де Вайї, Жак-Жермен Суффло, Анже-Жак Габріель, Марі-Жозеф Пейр, Жан Ніколя Собре, Тома де Томон, Етьєн Луї Булле, Доменіко Жилярді, Франческо Кампорезі).
- Нове навернення до стилю палладіанство (Джакомо Кваренгі,Чарльз Камерон, Старов Іван Єгорович, Львов Микола Олександрович)
- Стилістика рококо за інерцією не здавала позицій в живопису ні в художній практиці Франції, ні в культурі Австрії, Пруссії, Швеції, Іспанії, Португалії, частково в Російській Імперії та в Україні в її складі і співіснувала з раннім класицизмом (Жан-Оноре Фрагонар, Франсуа Буше, Олександр Рослін, Анна Розіна де Гаск, Антуан Пен, Жан Батист Сімеон Шарден).

## Рим як мистецький центр. Архітектура
У XVIII ст. Рим зберігає значення мистецького центру, хоча ця роль помітно зменшується і переходить до Парижа та Версаля. Нові мистецькі центри за кордонами Італії виникають та функціонують у містах Лондон, Лісабон, Мадрид, Варшава, Санкт-Петербург. В межах самої Італії значення мистецьких центрів зберегли Неаполь та Венеція, до їх рівня підтягнувся також Турин.
Римська пізньобарокова архітектура зберігає велетенський та пишний масштаб, але ця архітектура інерційна за характером. Більш оригінальні зразки архітектури (і в проєктах, і в архітектурній практиці) виникають у Франції. А досвід французьких ахітекторів-колег вивчають навіть уславлені італійські архітектори. В Римі працюють Алессандро Спеккі, Фердинандо Фуга, Луїджі Ванвітеллі, Ніколо Сальві.
В Римі нарешті усвідомили значення річки Тибр як містобудівного фактору. Тибр став персонажем міських пейзажів, жанру, що важко пробивав собі шлях серед міфологічних, біблійних та алегоричних картин. В Римі навіть спромоглися знайти гроші на побудову річкового порту (арх. Алессандро Спеккі, нині не існує.) Спеккі створив зі споруди річкового порту майданчик, облямований архітектурними спорудами та сходами, що підкреслили його живописність грою світла і тіней. Важливий урбаністичний акцент отримав і по бароковому масштабний та пишний фонтан ді Треві (арх. Ніколо Сальві).
Дещо нове прийшло і в декор римських палаців, до цього пишних і масштабних настільки, що вони наче призначались для життя казкових велетнів, а не звичних на зріст осіб, нехай і з шляхетного стану. Так, Алессандро Спеккі вибудував палац Де Кароліс аль Корсо на головній вулиці тогочасного міста, де ще в XVII ст. будували палаци за проектами Карло Фонтана, П'єтро да Кортона, Лоренцо Берніні. Але палац роботи Спеккі закріпив тенденцію до видовженого, плаского, майже позбавленого акцентів головного фасаду. Оздобою фасаду зроблено і залишено лише низки вікон і навіть це спрощення почали сприймати нормальним, майже красивим. Дещо більше декору традиційно надають римським церквам, щоча і їх фасади можуть мати низку вікон, але з більшою кількістю декору (церква Санта Кроче ін Джерузалеме, церква Санта-Маддалена).
В римську архітектуру привнесли стилістику «малого римського бароко» (італ. barocchetto romano), котру офіційно підтримав папа римський Бенедикт ХІІІ через його дешевизну. Бенедикт ХІІІ задовольнявся послугами скромного, провінційного архітектора Філіппо Рагуццині (бл. 1680—1771). Рагуццині облямував площу перед пишним фасадом церкви Сант-Іньяццо (другої за значенням церкви ордену єзуїтів) будиночками, що нагадували комоди і що несли вже риси майбутньої, здешевленої буржуазної архітектури. Риси раціональної архітектури з видовженим і низьким фасадом мала й римська лікарня Оспедале ді Сан-Галлікано (1725 р.)
Частка нових споруд не стільки прикрасила Рим, скільки спотворила його, позаяк залучення до будівництва отримали настільки різні архітектори і за обдарованістю, і за стилістикою, що частку новітньої на той час архітектури пізніше оцінили як початок урбаністичних помилок і невдач, котрі матимуть небажане продовження в Римі й надалі.

## Архітектура в Турині
До рівня важливого барокового центру піднявся Турин. Орієнтація не на римську барокову архітектуру, а на надбання Франції сприяло новій регулярній забудові міста за новим генпланом, що наблизило забудову Турина до регулярності Версаля чи окремих районів Парижа і надало характеру столиці. Турин забудували вздовж річки По та включили в забудову навколишні пагорби. Аристократія потяглась у Турин, будуються вздовж вулиць нові храми та палаци з внутрішніми дворами, котрі стануть у Турині центрами припалацового та приватного життя. Нестача видатних архітекторів привела до практики запрошення у Турин архітекторів з інших міст, серед них Філіппо Ювара (1678—1736) як продовжувач уславленого Гваріно Гваріні та ін. В небаченому і вільному розплануванні в парку заміського палацу Ступініджі використали планові рішення француза Жермена Бофрана (1667—1754).
Після Ювари в місті активно працювали Бенедетто Альфьєрі (1700—1767), Бернардо Віттоне (1705—1770).

## Алессандро Маньяско і доба рококо

Алессандро Маньяско. «Бенкет в парку в Альбаро», бл. 1740 р.

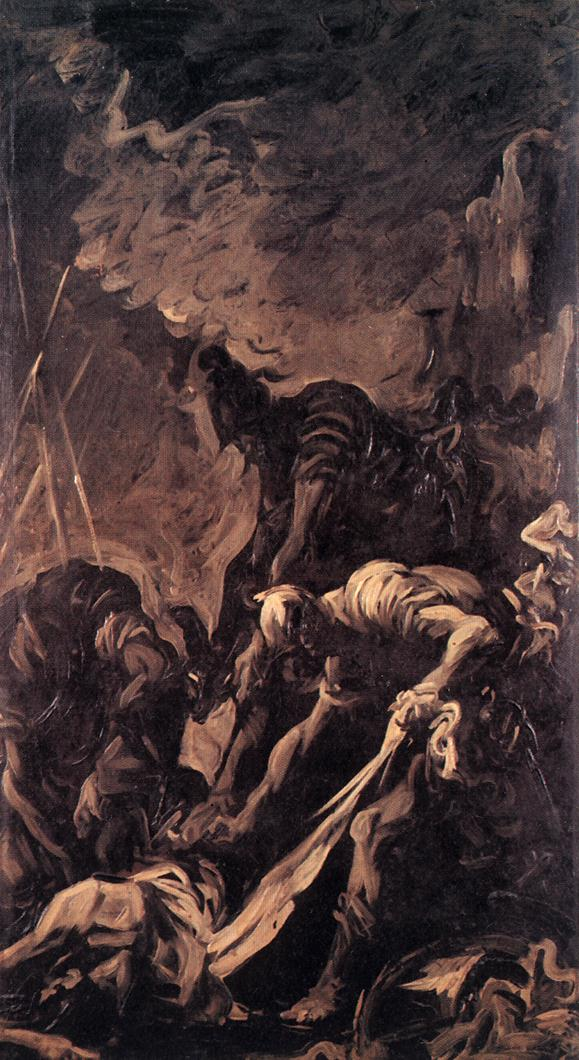
Алессандро Маньяско. «Швидке поховання убитого солдата», Павія, музей Цивіко

В живопису Італії поряд з низкою майстрів пізнього бароко та рококо (Джованні Баттіста Тьєполо, Розальба Кар'єра, Якопо Амігоні, Стефано Тореллі, П'єтро Ротарі, Франческо Гварді) виникає нетипова особистість Алессандро Маньяско. В творчості Маньяско однаково відокремлений і від римського академізму (Антон Рафаель Менгс), і від раціонального живопису римських митців, французів за походженням (П'єр Сюблейра, Марко Бенефіал), і від набиравшого міць класицизму (Помпео Батоні), і від безтривожності Якопо Амігоні та Стефано Тореллі.
Алессандро Маньяско як особистість формувався в Північній Італії, в Генуї та Мілані, і витоки його мистецтва в тривожності Мораццоне, в дивацьких композиціях Сальватора Розі з їх розбійниками, відьмами, пустельними відлюдниками, охопленими нещастями та драматичними внутрішніми почуттями. Він засвоїв швидку, темпераментну, майже лихоманкову художню техніку не через її модність, а через її відповідність тому тривожному світові, в котрому мешкав сам і де мешкали персонажі його картин. Формально сюжети картин Алессандро Маньяско відносять до побутового жанру, але в них помітно більший запас енергії й тривожних потенцій та пошуків, трагізму навіть в повсякденному існуванні. У Маньяско трагізмом просякнуті не тільки такі традиційні для італійського релігійного живопису сюжети як «Розп'яття», «Христа покладають в труну» чи «Каяття ченців», а навіть приємні, позитивні за змістом події («Христос воскрешає померлого Лазаря»).
Серед персонажів численних картин Маньяско — жебраки, цигани, бандити, голодні солдати-невдахи і дезертири, здатні приєднатися лише до чергової банди. Тривожному існуванню цих позбавлених соціалізації осіб відповідні й умови їх існування — це руїни, закинуті кутки лісу чи дикого узбережжя, неприбрані приміщення зі сміттям, скелі, незатишні кімнатки монастирів чи монастирських кладовищ. Їх життя наче остаточно втратило сенс і позитивну мету, і цей сенс не здатні повернути ні їх нікчемні справи, ні праця, ні фанатичні молитви. Для Маньяско наче не існувало лагідної погоди, теплого літа, соковитих фруктів, чарівної музики. В картинах художника — розбурхане море, буревії на суходолі, хвилі і хмари, що несуть біду.
Це світ людей, надзвичайно далеких від добробуту, від надій на краще, бо цим надіям ніде виникнути. Вони бідують і тривожно контрастують з охайними домівками купців, священства, багатіїв і міщан, з їх ошатним одягом, садами і налагодженим побутом. Це персонажі паралельних світів, незважаючи на існування в одному місті.
Фарби на картинах Маньяско — далекі від ніжних і прозорих фарб Розальби Кар'єри, Якопо Амігоні, Стефано Тореллі, Джованні Доменіо Ферретті. Вони темні, непрозорі, важкі, важке навіть світло. Лихоманочна манера праці з фарбами нічим не приховувалась і не маскувалась, навпаки, вона залишалась незаглаженою, зберігала несамовитість і тривожність.

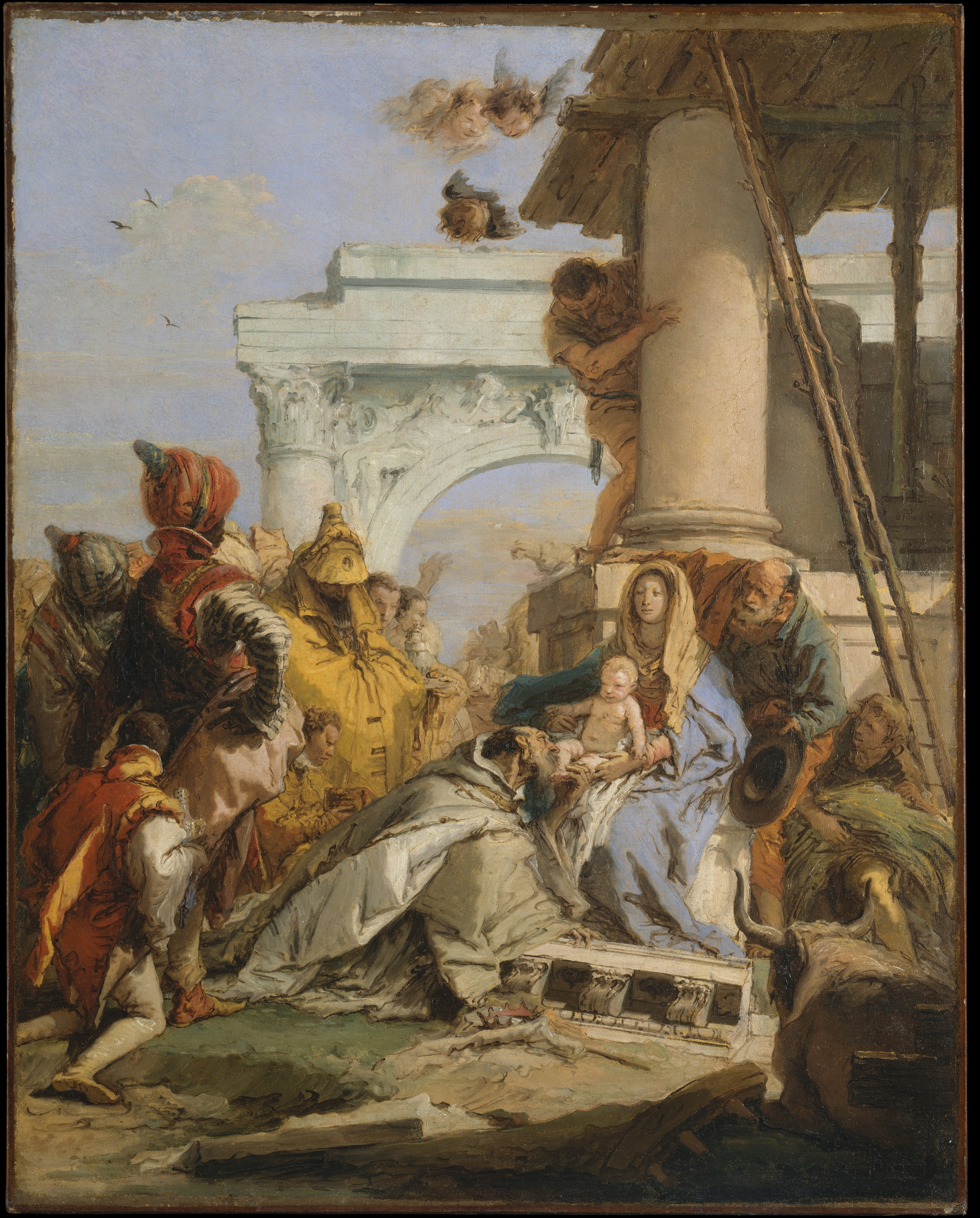
Джованні Баттіста Тьєполо. «Поклоніння пастухів немовляті Христу», «Музей мистецтва Метрополітен», Нью-Йорк
А. Маньяско. «Бідняки-музики серед руїн», «Національний музей Швеції», Стокгольм
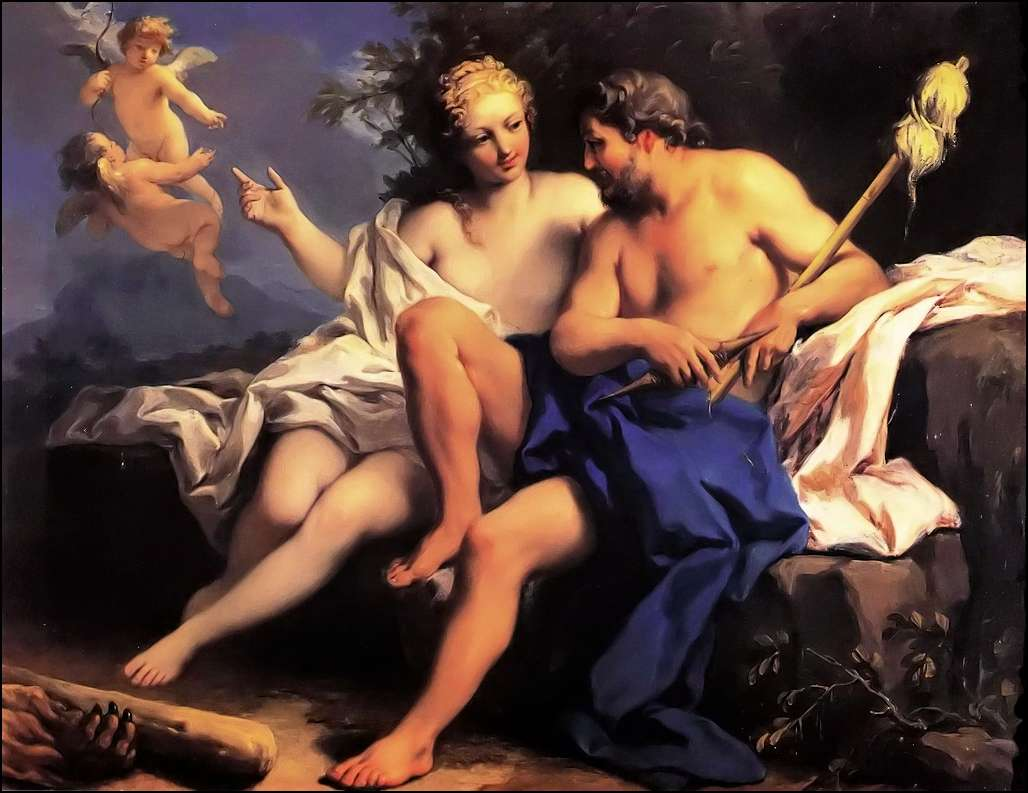
Якопо Амігоні. «Геркулес в полоні у Омфали», перша половина XVIII ст.
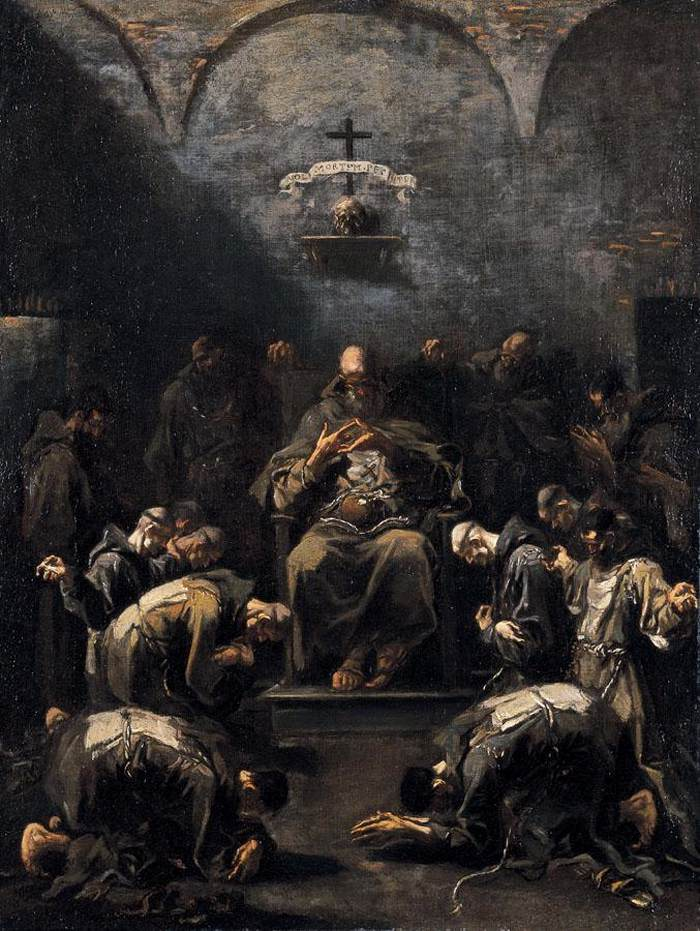
А. Маньяско. «Молитва під час каяття ченців», приватн. збірка
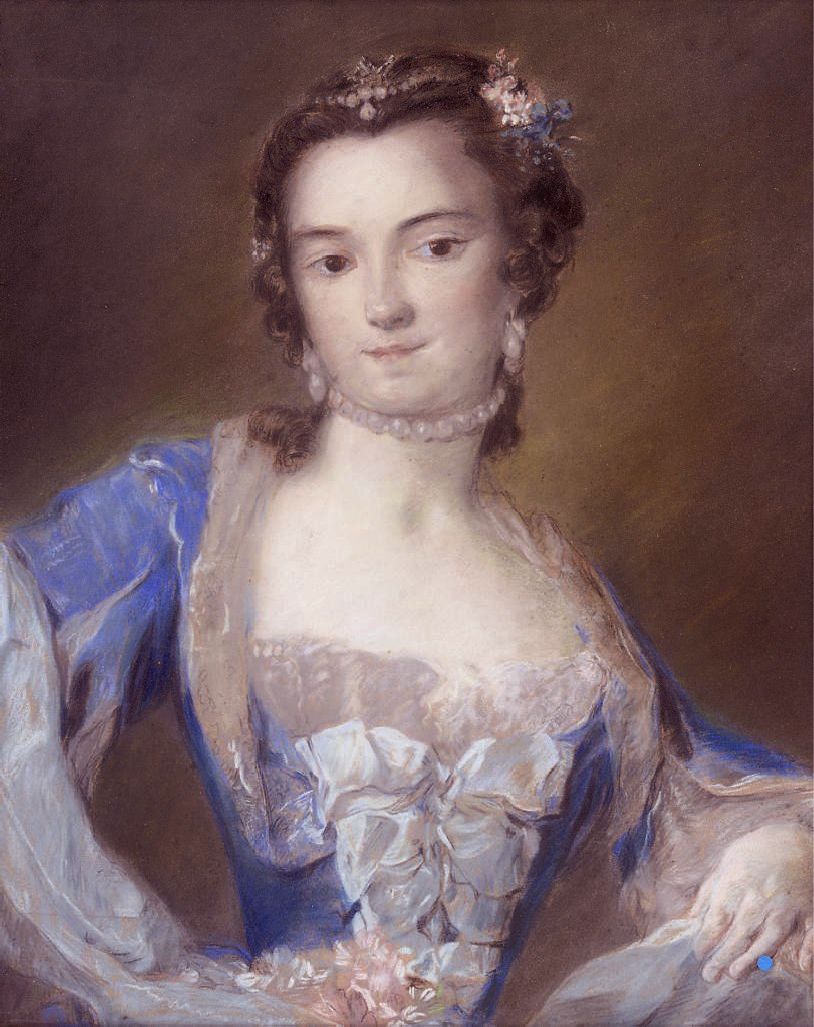
Розальба Кар'єра. «Барбара Кампаніні», італійська балерина
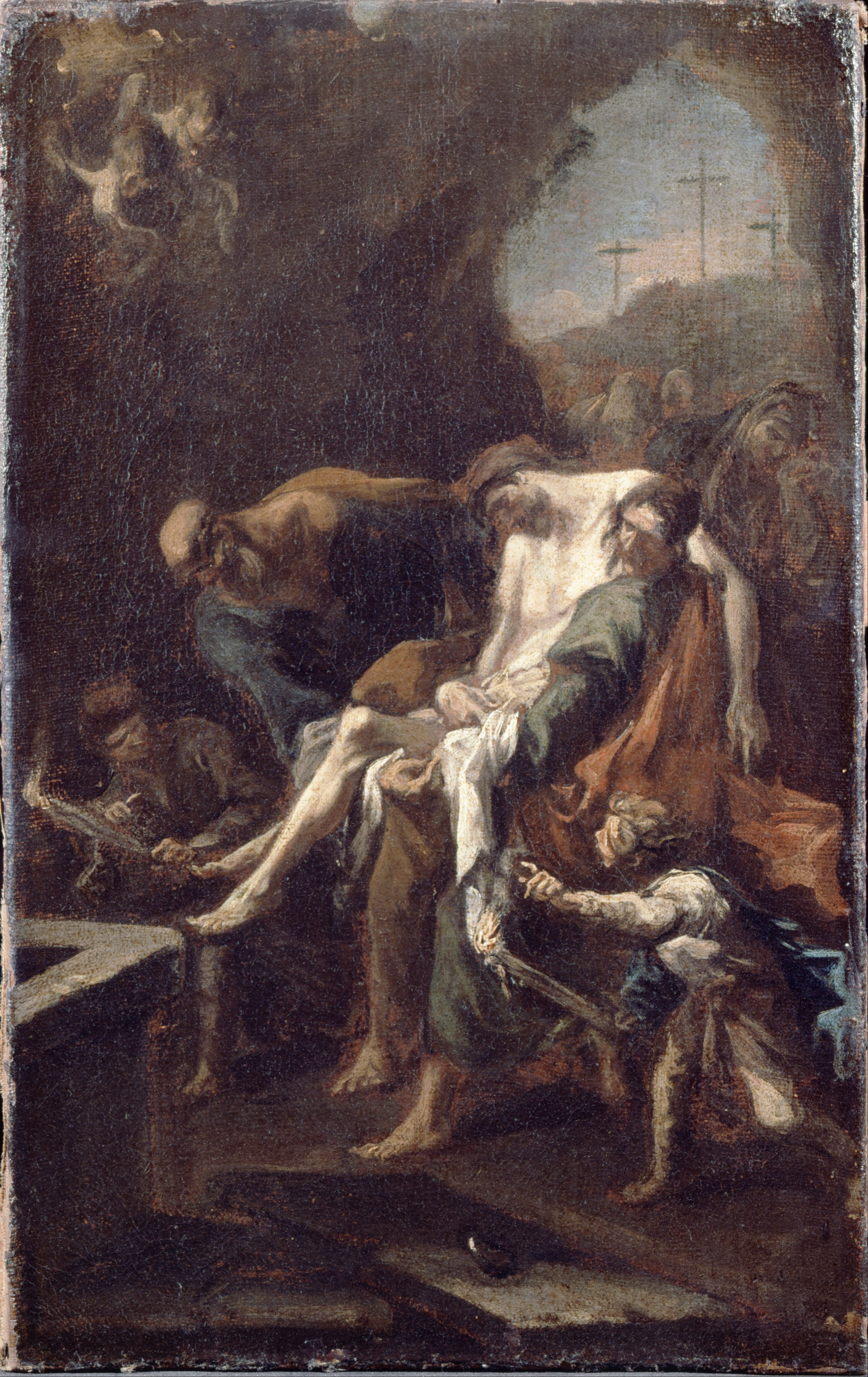
А. Маньяско. «Христа покладають в труну», картинна галерея (Далвіч)
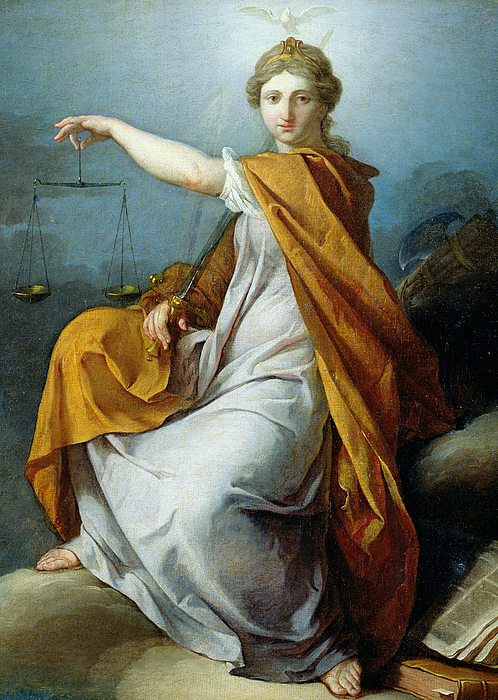
П'єр Сюблейра. «Алегорія справедливості»
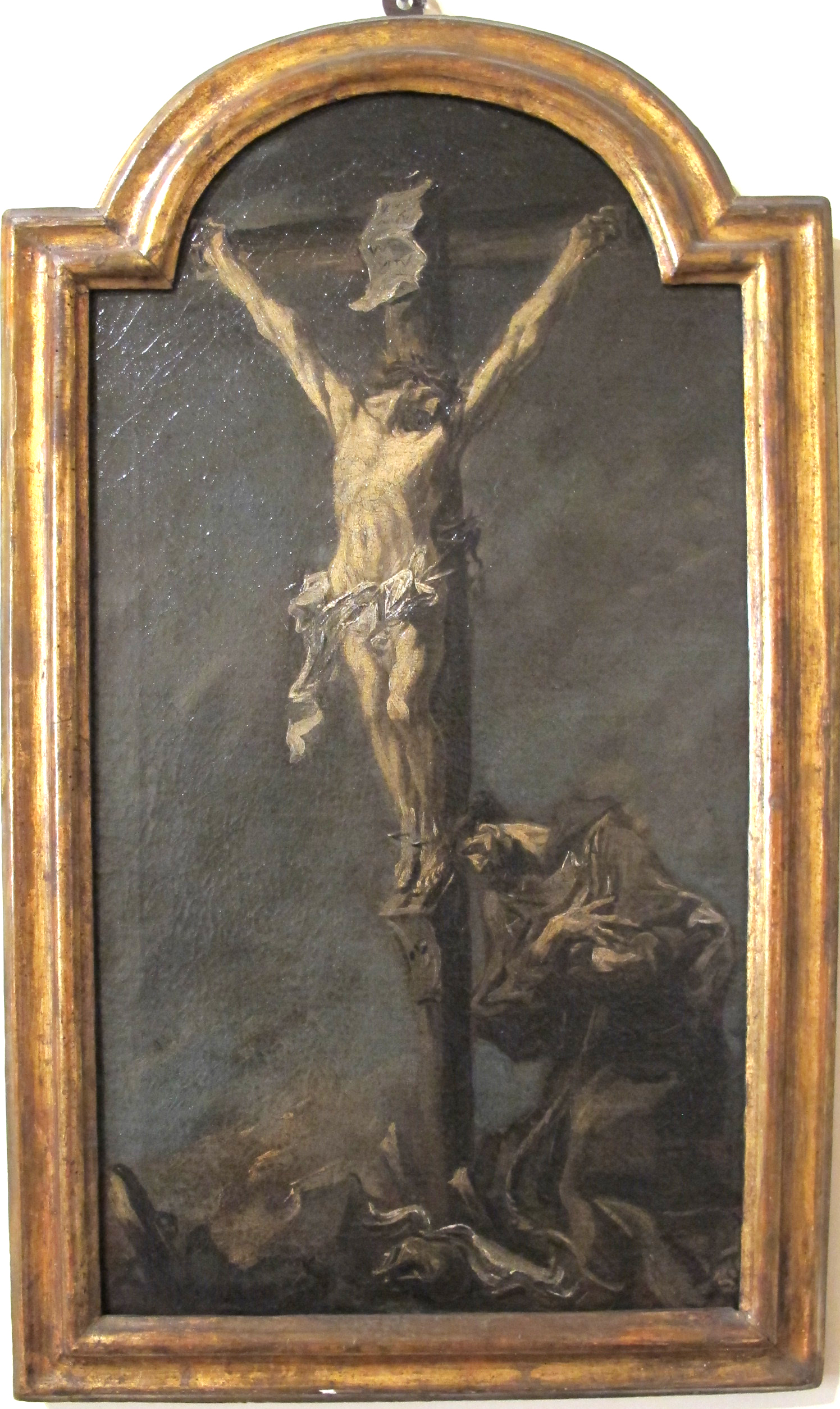
А. Маньяско.«Розп'яття зі святим Франциском Ассізьким». до 1749 року
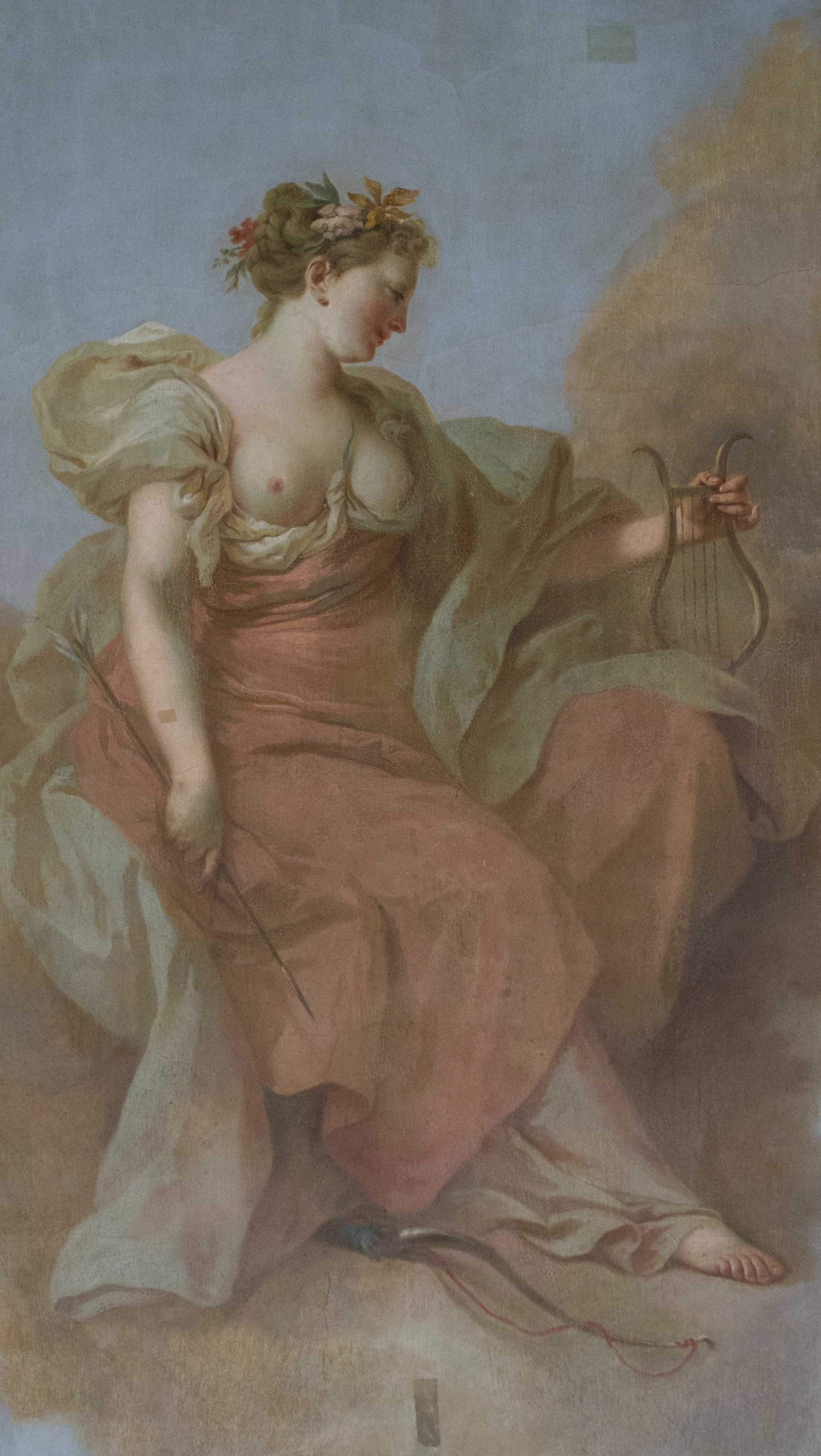
Стефано Тореллі. «Муза Ерато»
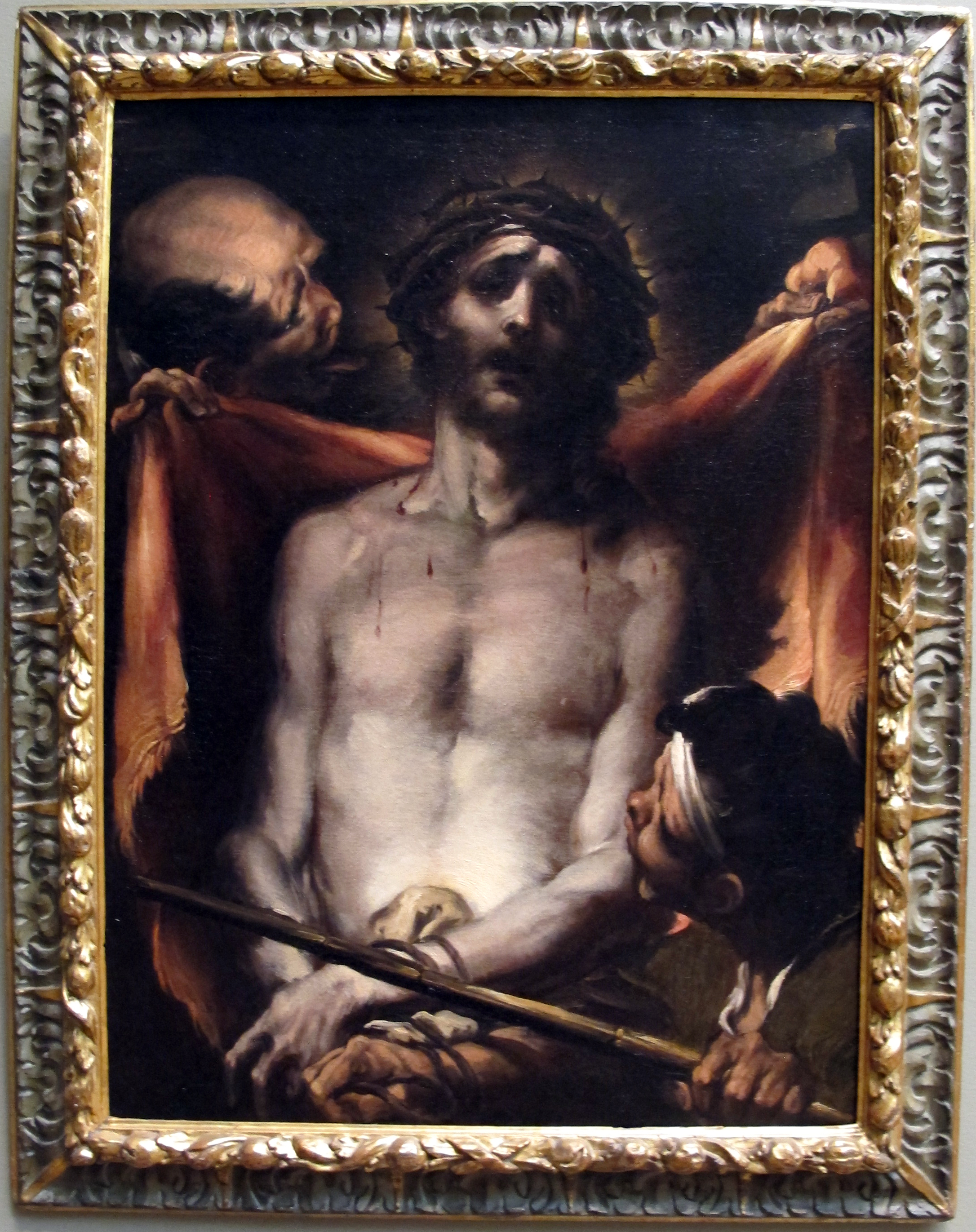
А. Маньяско. «Христос перед натовпом», бл. 1710 р., Музей мистецтва Метрополітен
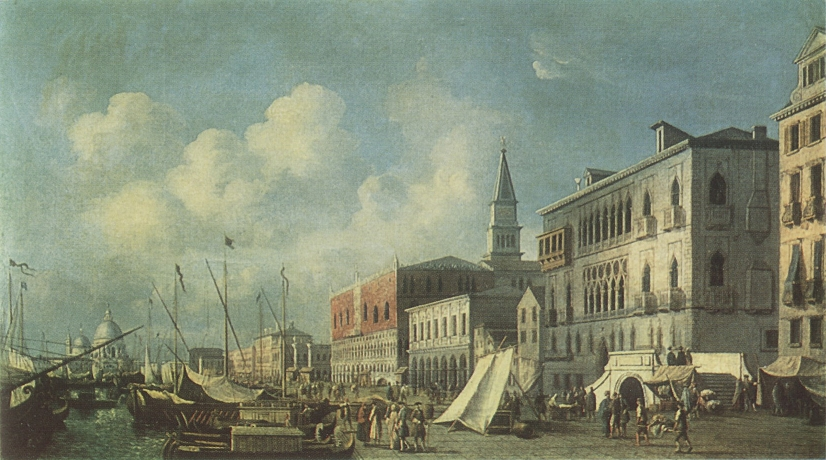
Худ. Франческо Тіроні. «Венеція», середина XVIII ст.
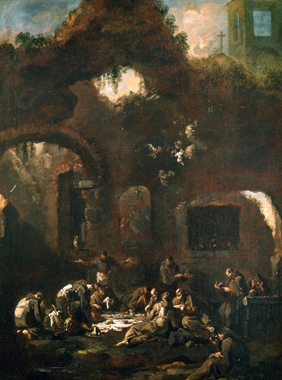
А. Маньяско. «Сніданок ченців капуцинів в поруйнованому монастирі», перша половина XVIII ст.

## Дві серії картин Ферретті з Арлекіном

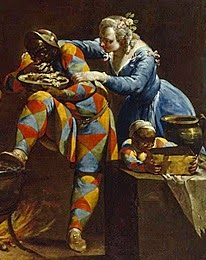
Джованні Доменіко Ферретті. «Арлекін-ненажера», 1751 рік.

Малий флорентійський театрик ще за життя Алессандро Маньяско підтримували як самі флорентійці, так і шляхетний Ораціо Санседоні з міста Сієна. Веселі вистави з витівками Арлекіна настільки сподобались сієнцю Ораціо Санседоні, що він замовив художнику Джованні Доменіко Ферретті серію картин з зображенням сцен з цим театральним персонажем. Серед них художник і подав в одній картині пришелепкуватого Арлекіна-кухаря, що жадібно кинувся готувати їжу, забувши про все на світі. За уявами того часу Арлекін, невдаха і недалекий розумом, був ненажерою і заради їжі міг покинути навіть залицяння до Коломбіни.
Таким же незграбним залишався Арлекін і тоді, коли обирав фах художника чи солдата. Серія картин про витівки Арлекіна роботи Ферретті стала значимим явищем як в творчості самого художника, так і в мистецтві італійського рококо взагалі. Для того часу значимими вважали релігійний живопис та історичний жанр на античні теми, саме ними і займався Ферретті. Тим несподіванішим для шанувальників серйозного живопису було його звертання до театральних сцен з Арлекіном та до побутового жанру, престижність котрого була тоді невисокою. Про помітний розголос серії картин роботи Ферретті свідчать також численні копії картин та їх інтерпретації чи власні звертання до теми іншими художниками.
У 1780-х рр. картини з зображеннями Арлекіна перевів у гравюри Себастьяно Бенедетто Бартолоцці.
Однак талановитому італійському художнику вдалося не тільки зафіксувати сторінки театральної історії у Флоренції, а й помітно поглибити саме мистецтво доби рококо, з чим упорався хіба що рано померлий французький майстер Антуан Ватто, хоча Ватто зробив це по своєму.
Серія картин з Арлекіном роботи Ферретті в свою чергу контрастувала з драматичними сюжетами картин Алессандро Маньяско своїми веселощами і оптимізмом, даруючи надії на краще у ту невеселу, важку за побутом добу італійського рококо.

## Обрані твори серії картин Ферретті (галерея)

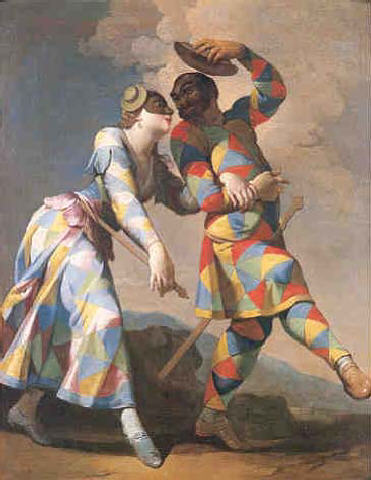
Дж. Ферретті. «Арлекін як хвацький кавалер» («Арлекін і Арлекіна»)
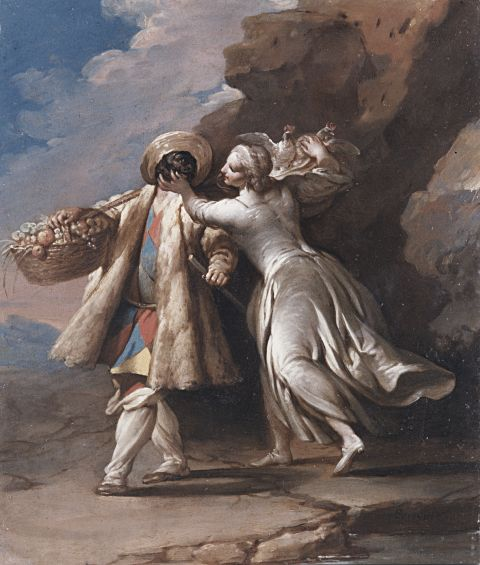
Дж. Ферретті. «Арлекін-провінційний селюк»
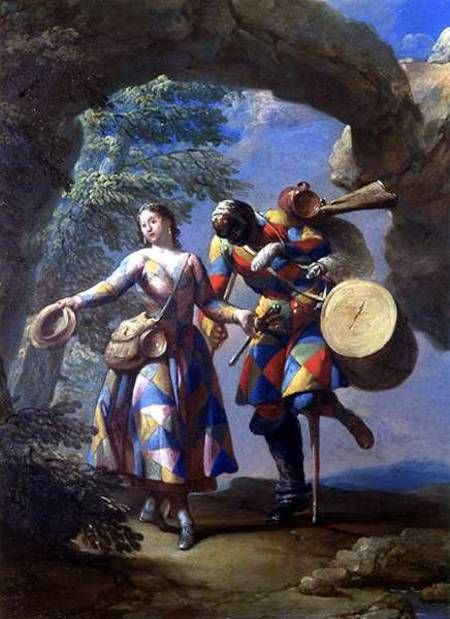
Дж. Ферретті. «Арлекін-невдалий вояк», перша половина  XVIII ст. (до 1751 р.), Прато, палаццо дельї Альберті, Італія.
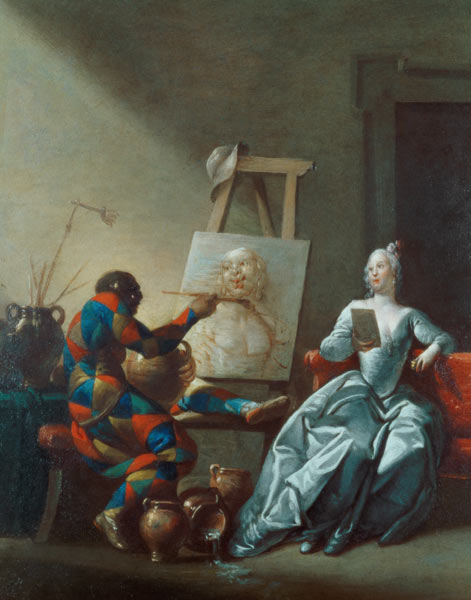
Джованні Доменіко Ферретті. Арлекін-художник,  до 1751 р.

## Венеціанська скульптура XVIIIст
Після економічного занепаду на початку та в середині XVII ст. стан справ в Венеції стабілізувався і покращився лише в другій половині століття. Земельна аристократія облаштовує власні садиби на континентальних володіннях в террафермі. Виникає низка садиб з садами бароко і заміськими віллами, прикрашеними фресками, меблями тощо. Сади бароко потребували паркову скульптуру. Венеційські теслярі досить легко переходять від теслярського знаряддя на долота скульпторів. Увірвана скульптурна традиція наприкінці XVII ст. знов зміцніла, хоча венеційські скульптори вимушені наздоганяти скульпторів Риму і Флоренції.
В Венеції XVII ст. працювало доволі мало дійсно видатних художників доби бароко, майже всі — іноземці і невенеціанці (Доменіко Фетті, Бернардо Строцці, Йоган Лісс). Тепер вперед виходять венеційські скульптори з сакральною та садово-парковою скульптурою. В Венеції того часу пильно спостерігали за узурпаторами влади. Довгий час в місті єдиним монументом людині був кінний монумент полководцю Коллеоне (невенеціанцю) роботи Андреа дель Верроккйо, теж невенеціанця. Венеційський Дож міг розраховувати лише на парадний офіційний портрет та скульптурний надгробок в церкві.
Скульптурами прикрашали лише венеційські церкви, тому більшість венеційських скульпторів працює на замовлення церковних громад (п'ять скульптур для фасаду церкви Санта Марія вілли Вічентіна (Сан Рокко, Св. Матвій, Іван Хреститель, Св. Антоніо абат, Санта Марія Розарія) роботи П'єтро Баратта, каплиця вілли Манін, скульптури роботи Джузеппе Торретто, скульптури для церкви Санта Марія Глоріоза деі Фрарі та церкви Санті Джованні е Паоло — Джованні Бонацца, рельєф «Розп'яття» для церкви Сан Джеміньяно — Бортоло Модоло).
Солодкий полон вже вироблених попередниками XVII століття схем і сюжетів підтримує авторитет венеційських скульпторів, що отримують замови і з-за кордону. Грубувату садово-паркову скульптуру веронських,падуанських, венеційських майстрів вивозять в Польщу, Німеччину, Австрію, Російську імперію. По іноземним замовам працюють — П'єтро Баратта, Антоніо Тарсія, Джованні Бонацца, Джованні Дзодзоні, Джузеппе Торретто, Джованні Марія Морлейтер, Генрі Моренго, Джованні Маркіорі, брати Гропеллі та низка другорядних майстрів чи простих ремісників.
Художні манери венеційських майстрів наближені одна до одної, для вироблення яскравих особистостей на кшталт Матьяша Бернарда Брауна чи Пінзеля пройшло мало часу. Тим не менше у венеційській скульптурі XVIII ст. розрізняють:
- ретроспективний напрямок
- класицистичний
- рококовий напрям[1].

На старовинні, ретроспективні зразки орієнтувались Антоніо Тарсія, Франческо Бертос. На зразки класицизму — П'єтро Баратта, Джованні Бонацца та частково Джузеппе Торретто.
Стилістика рококо притаманна творам віртуозно працювавшого Альвізе Тальяп'єтра, Джузеппе та Паоло Гроппеллі.
Венеційські скульптори швидко оволоділи стилістикою бароко та всім арсеналом алегорій. Виготовляють як погруддя, так і скульптури у повний зріст. П'єтро Баратта при замові монументу на честь Ніштатської мирної угоди 1721 р. просто звернувся до алегорії. Алегоричні скульптури красномовно розповідали про панівні ідеї доби — «Милосердя», «Щедрість», «Богиня війни Беллона», «Бог війни Марс», «Слава воякам». Про народження просвітництва сповіщають дещо нові алегорії — «Алегорія Торгівлі», «Алегорія Мореплавства».
Сади бароко наповнені алегоріями, де на галявинах ставлять скульптурні цикли з двох або чотирьох скульптур — «Сезони», «Перебіг доби» тощо. Два подібні комплекти має і Літній сад (Санкт-Петербург), на щастя збереглися їх повні комплекти. Скульптурні образи насичують різноманітними емоціями — від легковажних і грайливих до трагічних чи філософських, котрі помітно зменшують їх просту декоративність. Чого вартий лише один напис на книзі барокової скульптури — «Милосердя важливіше за закон».

## Рококо і людські долі
- Розальба Кар'єра. Портрет художника Ватто, що помер від туберкульозу в 37 років.Розальба Кар'єра. Портрет художника Ватто, що помер від туберкульозу в 37 років.

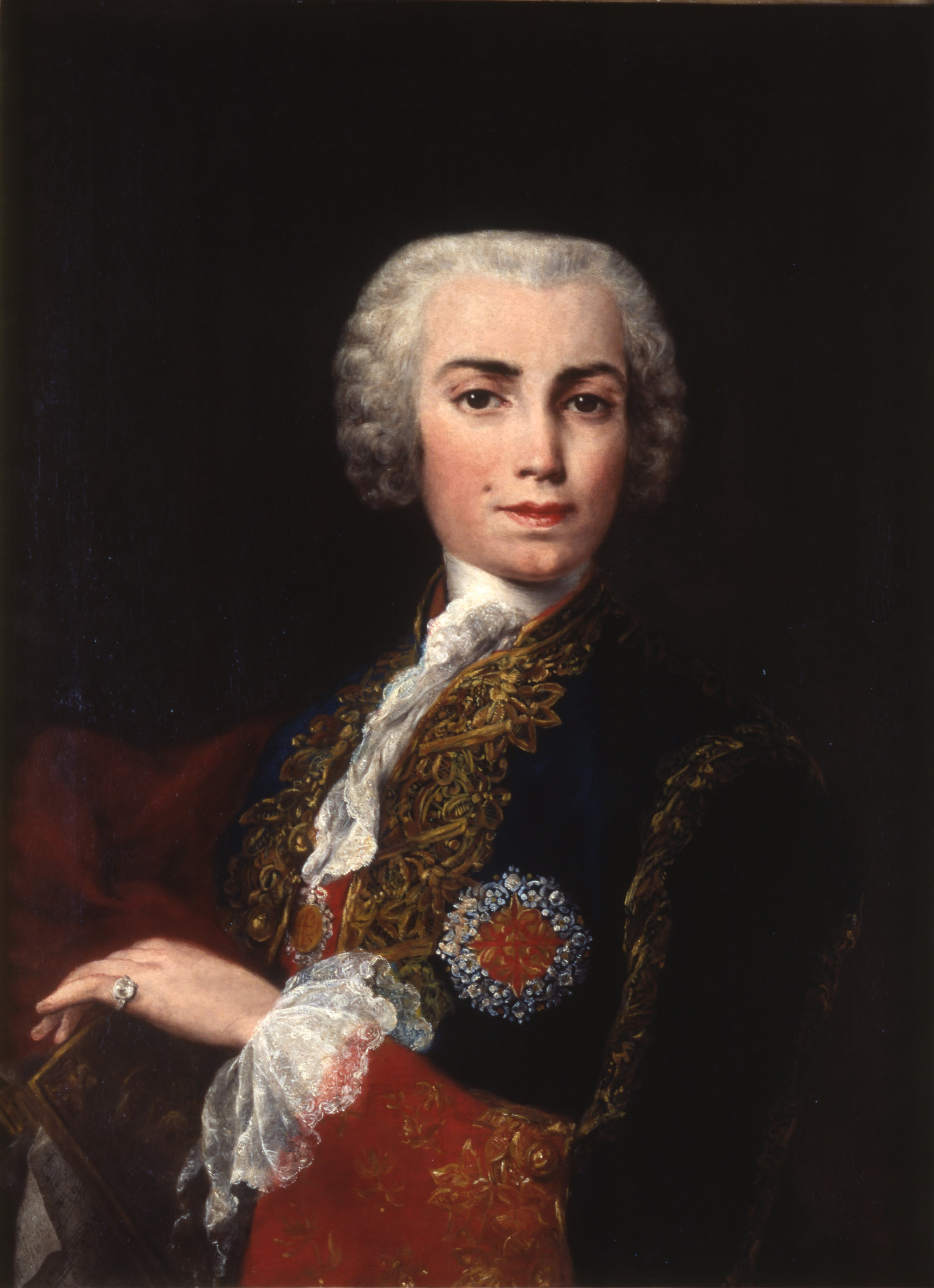
Якопо Амігоні. Портрет кастрата Фарінеллі. Аби не ламався гнучкий голос, співак зробив кастрацію.
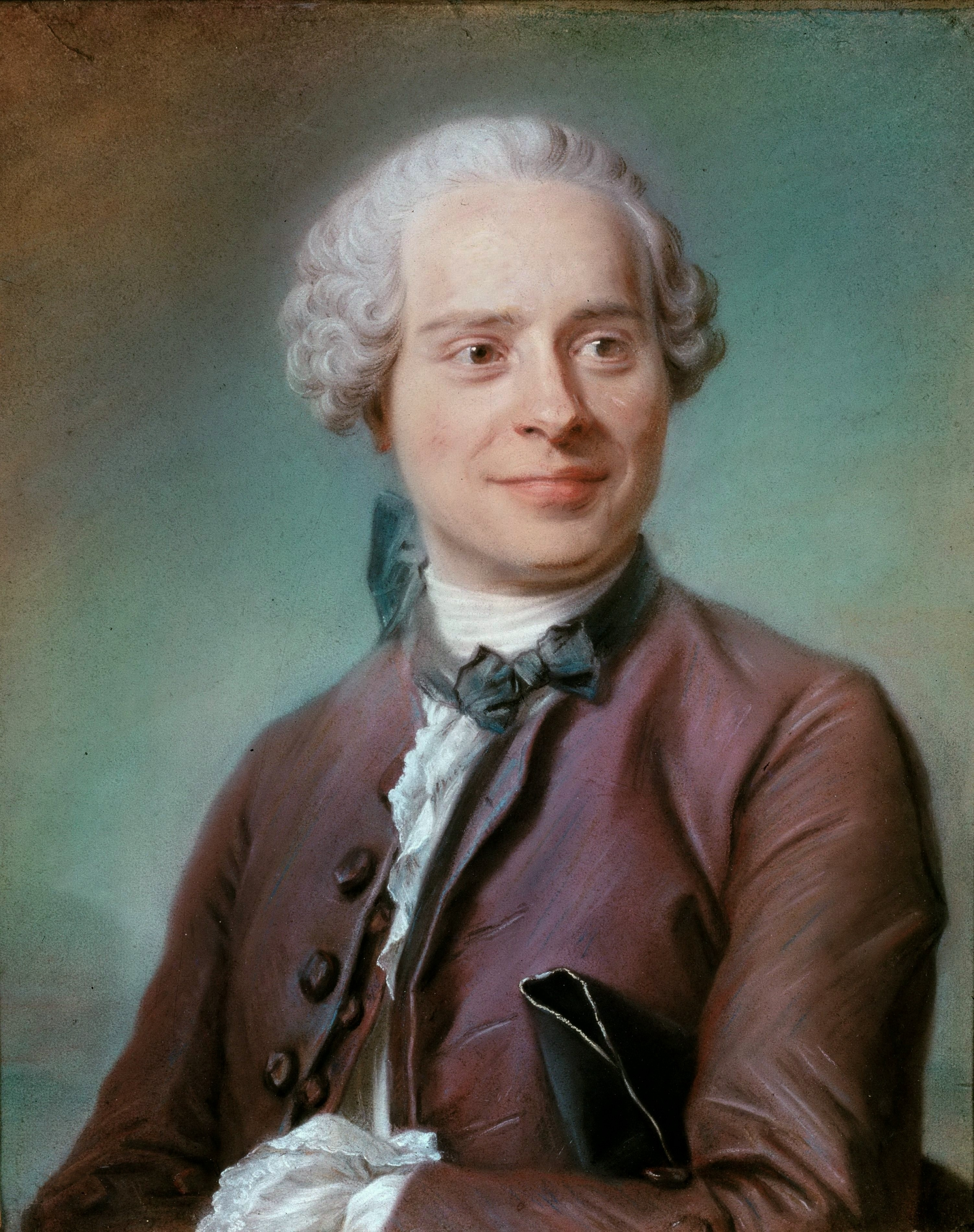
Портрет науковця д'Аламбера. Через конфлікт з католицькою церквою був похований в спільній могилі з жебраками без позначення де саме.
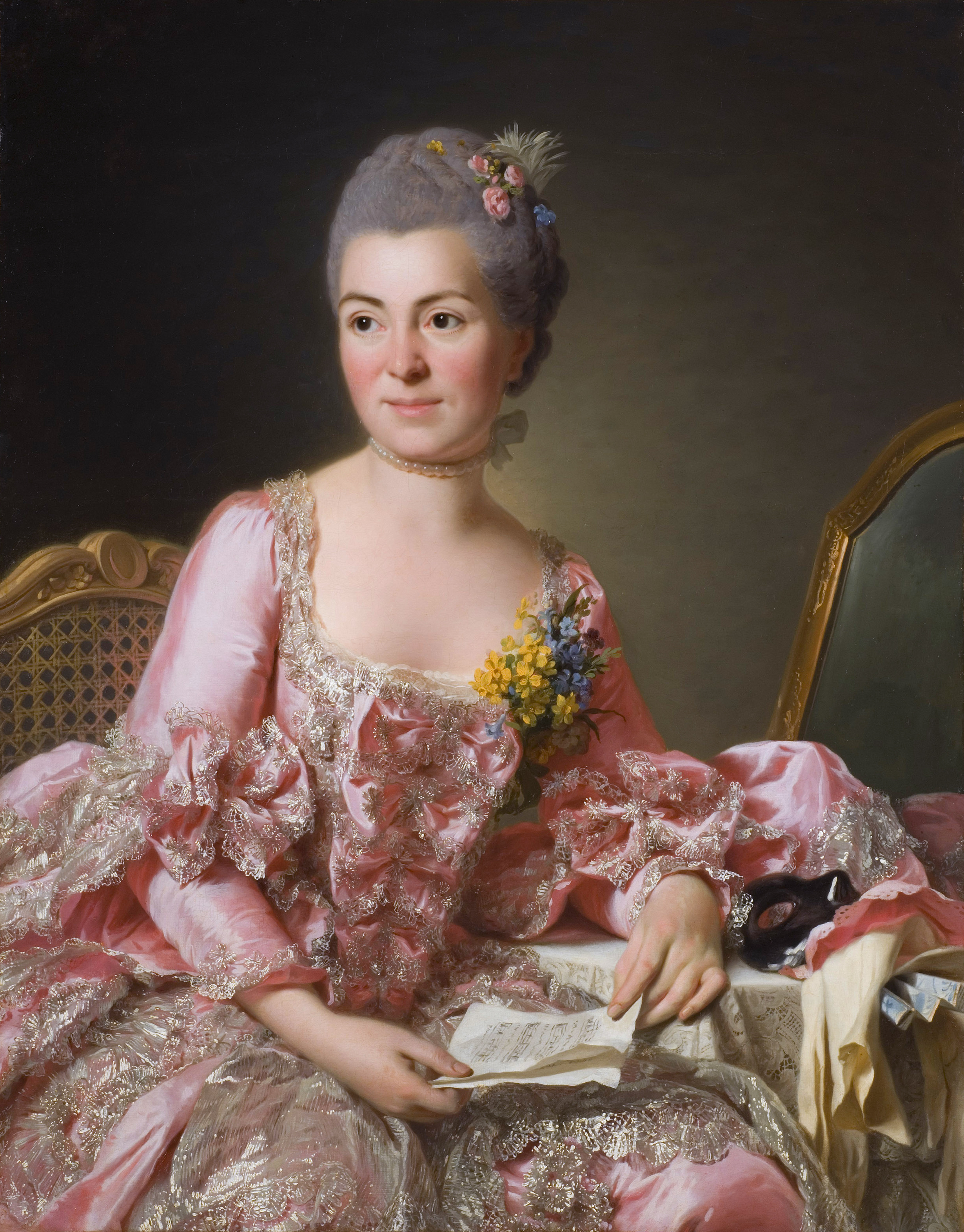
Художниця Марі Сюзанна Рослін, померла від раку у тридцять вісім років.
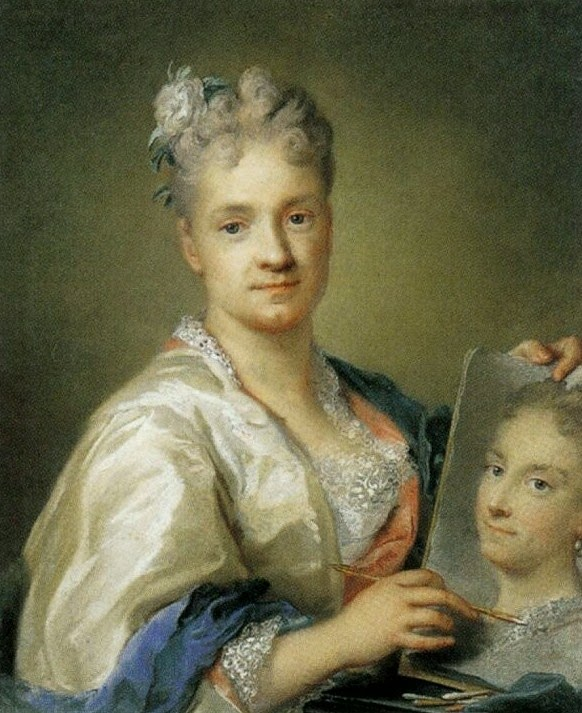
Розальба Кар'єра. «Автопортрет». Втратила зір і померла сліпою.
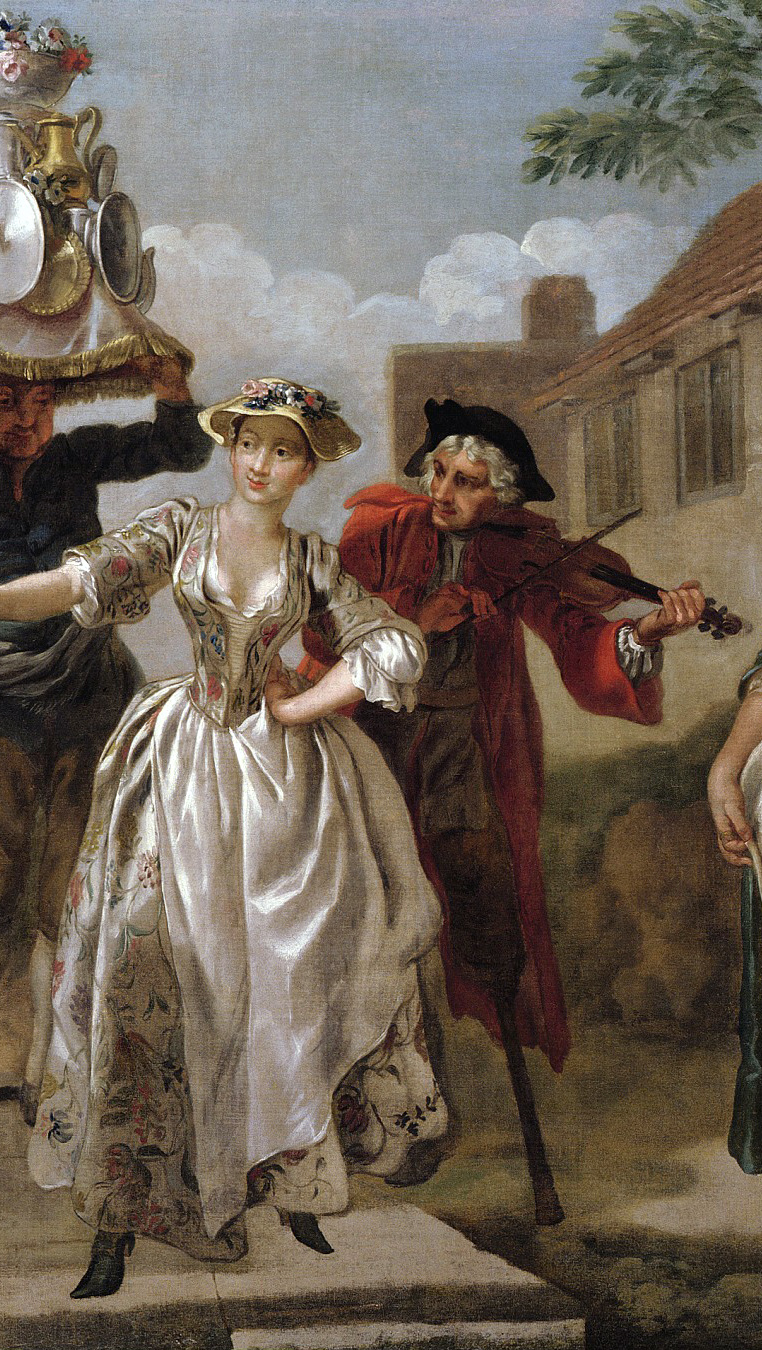
Френсіс Хейман. «Мінлива молодість танцює під музику каліки», деталь картини